# Natrijev klorid
Natrijev klorid, imenovan tudi sol, navadna sol, namizna sol ali halit, je ionska spojina s kemijsko formulo NaCl. Natrijev klorid je sol, ki največ prispeva k slanosti oceanov in zunajceličnih tekočin številnih večceličnih organizmov. Kot glavna sestavina kuhinjske soli se uporabja kot začimba in kot konservans.

## Uporaba
Številni mikroorganizmi v čezmerno slanem okolju ne preživijo, saj sol z osmozo iz njihovih celic potegne vodo. Zato se sol uporablja kot konservans za nekatera živila, na primer ribe ali šunko. Uporablja se tudi za odstranjevanje pijavk, ki so se pritrdile na plen. Poleg tega se uporablja za razkuževanje ran.
Sol se dodaja pri vsakovrstni pripravi hrane kot začimba, konservans, vezalec, snov za nadzor teksture ali za obarvanje hrane. Poraba soli v prehranski industriji je največja pri predelavi hrane, pakiranju mesta, konzerviranju, peki ter mlečnih in žitnih izdelkih. Kot konservans sol zavira rast bakterij. V klobasah ima vlogo vezalca v vezalnem gelu, ki ga tvorijo meso, maščoba in vlaga.
V veterini se natrijev klorid uporablja kot emetik. Daje se v obliki segrete nasičene raztopine.

## Biološka vloga
Že dolgo se domneva, da hrana z veliko soli pri človeku zvišuje krvni tlak. Nedavno so dokazali, da tudi zmanjšuje tvorbo dušikovega oksida. Dušikov oksid zavira kontrakcijo in rast žilne gladke mišičnine, agregacijo trombocitov in pritrjanje levkocitov na endotelij.